# Castianeira arnoldii
Castianeira arnoldii là một loài nhện trong họ Corinnidae.
Loài này thuộc chi Castianeira. Castianeira arnoldii được miêu tả năm 1946 bởi Charitonov.